# Ramires Santos do Nascimento
Ramires Santos do Nascimento (Barra do Piraí, 24 maart 1987), alias Ramires, is een Braziliaans provoetballer die doorgaans op het middenveld speelt. Hij kwam voor het laatst uit voor SE Palmeiras, dat eind 2020 met wederzijdse instemming zijn contract ontbond. Ramires debuteerde in juni 2009 in het Braziliaans voetbalelftal.

## Clubcarrière
Ramires verkaste voor het Europese seizoen 2009/10 van Cruzeiro naar Benfica. Daarmee won hij in het daaropvolgende jaar voor het eerst in zijn voetbalcarrière een landskampioenschap. Zijn verblijf in Portugal bleef bij één seizoen, want een jaar later stemde Benfica in met een verkoop van Ramires aan Chelsea. In oktober 2015 verlengde hij zijn contract bij Chelsea tot medio 2019. Dit contract zou de Braziliaan niet uitdienen want in januari 2016 vertrok hij naar het Chinese Jiangsu Suning, waar hij een vierjarig contract ondertekende. De transfersom die de Chinezen betaalde bedroeg ongeveer £25 miljoen, een toenmalig record in het Chinese voetbal.  Hij verruilde de Chinezen club in juni 2019 voor SE Palmeiras in zijn geboorteland, waar de middenvelder een contract tekende tot eind 2023. Ramires won in zijn eerste seizoen bij de club de Campeonato Paulista en had een aandeel in het winnen van de Copa do Brasil en de Copa Libertadores. Op 28 november 2020 maakte de club bekend met wederzijdse instemming het contract van de middenvelder voortijdig te ontbinden.

## Cluboverzicht
| Seizoen | Club           | Competitie         | Duels | Doelp. |
| ------- | -------------- | ------------------ | ----- | ------ |
| 2007    | Cruzeiro EC    | Série A            | 32    | 3      |
| 2008    | Cruzeiro EC    | Série A            | 25    | 6      |
| 2009/10 | Cruzeiro EC    | Série A            | 4     | 1      |
| 2009/10 | Benfica        | SuperLiga          | 26    | 4      |
| 2010/11 | Chelsea        | Premier League     | 29    | 2      |
| 2011/12 | Chelsea        | Premier League     | 30    | 5      |
| 2012/13 | Chelsea        | Premier League     | 35    | 5      |
| 2013/14 | Chelsea        | Premier League     | 30    | 1      |
| 2014/15 | Chelsea        | Premier League     | 23    | 2      |
| 2015/16 | Chelsea        | Premier League     | 12    | 2      |
| 2016    | Jiangsu Suning | China Super League | 26    | 4      |
| 2017    | Jiangsu Suning | China Super League | 23    | 7      |
| 2018    | Jiangsu Suning | China Super League | 0     | 0      |
| 2019    | Jiangsu Suning | China Super League | 0     | 0      |
| 2019    | SE Palmeiras   | Série A            | 6     | 0      |
| 2020    | SE Palmeiras   | Série A            | 16    | 0      |
| Totaal  | Totaal         | Totaal             | 317   | 42     |

## Interlandcarrière
Ramires speelde zijn eerste interland voor Brazilië in juni 2009 en won datzelfde jaar de Confederations Cup 2009 met de Seleçao. Hierna behoorde hij tot de 23-koppige selectie die bondscoach Dunga meenam naar het WK 2010. Daar kwam hij in de groepswedstrijden tegen Noord-Korea (2–1 winst), Ivoorkust (3– winst) en Portugal (0–0 gelijkspel) telkens als invaller in het veld. De met 3–0 gewonnen achtste finale tegen Chili speelde hij van begin tot eind. Doordat Ramires in die wedstrijd zijn tweede gele kaart kreeg, was hij in de met 2–1 verloren kwartfinale tegen Nederland afwezig. Bondscoach Luiz Felipe Scolari nam Ramires ook op in de selectie voor het wereldkampioenschap voetbal 2014 in eigen land. Als invaller verving hij Neymar in de openingswedstrijd van het toernooi tegen Kroatië (3–1 winst).

## Erelijst
| Competitie              |         |         |         |         |
| Competitie              | Aantal  | Jaren   |         |         |
| Benfica                 | Benfica | Benfica | Benfica | Benfica |
| ----------------------- | ------- | ------- | ------- | ------- |
| Kampioen Primeira Liga  | 1x      | 2009/10 |         |         |
| Taça da Liga            | 1x      | 2009/10 |         |         |
| Chelsea                 |         |         |         |         |
| UEFA Champions League   | 1x      | 2011/12 |         |         |
| UEFA Europa League      | 1x      | 2012/13 |         |         |
| Kampioen Premier League | 1x      | 2014/15 |         |         |
| FA Cup                  | 1x      | 2011/12 |         |         |
| League Cup              | 1x      | 2014/15 |         |         |
| SE Palmeiras            |         |         |         |         |
| Campeonato Paulista     | 1x      | 2020    |         |         |
| Brazilië                |         |         |         |         |
| FIFA Confederations Cup | 2x      | 2009    |         |         |

1 Diego Alves ·
2 Rafinha ·
3 Alex Silva ·
4 Thiago Silva ·
5 Hernanes ·
6 Marcelo ·
7 Anderson ·
8 Leiva ·
9 Alexandre Pato ·
10 Ronaldinho  ·
11 Ramires ·
12 Renan ·
13 Ilsinho ·
14 Breno ·
15 Diego ·
16 Thiago Neves ·
17 Rafael Sóbis ·
18 Jô ·
Coach: Dunga
1 Júlio César ·
2 Maicon ·
3 Lúcio  ·
4 Juan ·
5 Felipe Melo ·
6 Kléber ·
7 Elano ·
8 Gilberto Silva ·
9 Luís Fabiano ·
10 Kaká ·
11 Robinho ·
12 Victor ·
13 Dani Alves ·
14 Luisão ·
15 Miranda ·
16 André Santos ·
17 Josué ·
18 Ramires ·
19 Júlio Baptista ·
20 Kléberson ·
21 Alexandre Pato ·
22 Nilmar ·
23 Gomes ·
Coach: Dunga
1 Júlio César ·
2 Maicon ·
3 Lúcio  ·
4 Juan ·
5 Felipe Melo ·
6 Michel Bastos ·
7 Elano ·
8 Gilberto Silva ·
9 Luís Fabiano ·
10 Kaká ·
11 Robinho ·
12 Gomes ·
13 Dani Alves ·
14 Luisão ·
15 Thiago Silva ·
16 Gilberto Melo ·
17 Josué ·
18 Ramires ·
19 Júlio Baptista ·
20 Kléberson ·
21 Nilmar ·
22 Doni ·
23 Grafite ·
Coach: Dunga
1 Jefferson ·
2 Dani Alves ·
3 Thiago Silva  ·
4 David Luiz ·
5 Fernandinho ·
6 Marcelo ·
7 Hulk ·
8 Paulinho ·
9 Fred ·
10 Neymar ·
11 Oscar ·
12 Júlio César ·
13 Dante Bonfim ·
14 Maxwell ·
15 Henrique ·
16 Ramires ·
17 Luiz Gustavo ·
18 Hernanes ·
19 Willian ·
20 Bernard ·
21 Jô ·
22 Victor ·
23 Maicon ·
Coach: Scolari